# 非常盗 (马来西亚电影)
《非常盜》（英語：Fly By Night）是一部2019年馬來西亞警匪电影。讲述四個德士司機，暗地里利用精心计划来勒索乘客，当其中一人和受害者合作敲诈时，一切变样，身后还有紧追不舍的警官和黑帮。
本片于2019年4月11日在大馬、新加坡与文萊上映，并获得好评。再希奥马（Zahir Osman）执导，主演包括馮推守、陈斾江、呂楊、陳澤耀、李銘忠、Bront Palarae和洪紫涵。

## 简介
地点吉隆坡，四位德士司机，包括欠下一笔债的兄弟大佬和细佬两人，暗地里一直是敲诈隊，他们利用看似天衣无缝的计划，在车上勒索刚从机场载送的乘客。一路习惯低调行事，只勒索富有乘客，计划看似完美，直到冲动的弟弟细佬決定與其中一名受害者合作，对其情人勒索，一切颠倒，计划永远赶不上变化，这时背后还有紧追不舍的暴利警官和黑帮。他们的结局又将会是怎样呢？

## 演员
- 馮推守  饰演 大佬
- 陈斾江/陈沛江
- 呂楊  饰演  细佬
- 陳澤耀/阿哲
- 李銘忠
- 博朗帕拉雷（Bront Palarae）
- 洪紫涵
- 狄妃
- 陈泓宇
- 蔡炜祥
- 蔡宝珠
- 陈浚
- Ken Abdullah
- 连丽婷
- Iedil Putra
- Sabrena Khalid
- Joko Anwar

## 制作、上映
导演再希奥马（Zahir Omar）为第一次执导，曾担任大马已故知名导演雅丝敏·阿莫的副导演。本片于2018年10月在釜山国际电影节上举行世界首映，并获得其亚洲电影基金会（ACF）的后期制作奖。本片相继在第3届澳门国际电影展暨颁奖典礼、Jogja-NETPAC亚洲电影节亮相，也于2019年头在美国在纽约亚洲电影节、圣巴巴拉国际电影节上放映。本片于2019年4月4日举行本地首映礼，并于11日在马来西亚、新加坡、文莱上映，获得正面评价。